# Togo na Letnich Igrzyskach Olimpijskich 2008
Togo na Letnie Igrzyska Olimpijskie 2008 reprezentowało 4 zawodników: 3 mężczyzn i 1 kobieta. Był to ósmy start reprezentacji Togo na letnich igrzyskach olimpijskich.
Podczas tych igrzysk po raz pierwszy w historii zawodnik reprezentujący Togo zdobył medal. Benjamin Boukpeti w kajakarstwie zdobył brązowy medal, choć przed ostatnim punktem kontrolnym był na pierwszym miejscu w finałowym zjeździe.
Najstarszym zawodnikiem na tych igrzyskach była 32-letnia lekkoatletka, Sandrine Thiébaud-Kangni, zaś najmłodszym 23-letni tenisista, Komlavi Loglo.

## Zdobyte medale
| Medal  | Zawodnik          | Dyscyplina    | Konkurencja  |
| ------ | ----------------- | ------------- | ------------ |
| · Brąz | Benjamin Boukpeti | · Kajakarstwo | K-1 mężczyzn |

## Skład reprezentacji

### Judo
| Zawodnik       | Wiek | Konkurencja | 1/16                      | 1/8                       | Ćwierćfinały     | Półfinały        | Repesaż 1        | Repesaż 2        | Repesaż 3        | Finał            | Finał         |
| Zawodnik       | Wiek | Konkurencja | Przeciwnik Wynik          | Przeciwnik Wynik          | Przeciwnik Wynik | Przeciwnik Wynik | Przeciwnik Wynik | Przeciwnik Wynik | Przeciwnik Wynik | Przeciwnik Wynik | Pozycja       |
| -------------- | ---- | ----------- | ------------------------- | ------------------------- | ---------------- | ---------------- | ---------------- | ---------------- | ---------------- | ---------------- | ------------- |
| Mężczyźni      |      |             |                           |                           |                  |                  |                  |                  |                  |                  |               |
| Sacha Dananyoh | 28   | -81 kg      | Bozorov (TJK) Z 0011–0010 | Gontiuk (UKR) P 0001–1010 | Nie awansował    | Nie awansował    | Nie awansował    | Nie awansował    | Nie awansował    | Nie awansował    | Nie awansował |

### Kajakarstwo
| Zawodnik          | Wiek | Konkurencja | Eliminacje | Eliminacje | Eliminacje | Eliminacje | Eliminacje | Eliminacje | Półfinał | Półfinał | Finał | Finał   | Razem  | Pozycja |
| Zawodnik          | Wiek | Konkurencja | Przejazd 1 | Pozycja    | Przejazd 2 | Pozycja    | Razem      | Pozycja    | Czas     | Pozycja  | Czas  | Pozycja | Razem  | Pozycja |
| ----------------- | ---- | ----------- | ---------- | ---------- | ---------- | ---------- | ---------- | ---------- | -------- | -------- | ----- | ------- | ------ | ------- |
| Mężczyźni         |      |             |            |            |            |            |            |            |          |          |       |         |        |         |
| Benjamin Boukpeti | 27   | K-1         | 90.17      | 20         | 82.09      | 1          | 172.26     | 8 Q        | 86.08    | 1 Q      | 87.37 | 3       | 173.45 |         |

### Lekkoatletyka
| Zawodnik                 | Wiek | Konkurencja   | Eliminacje | Eliminacje | Półfinał       | Półfinał       | Finał          | Finał          |
| Zawodnik                 | Wiek | Konkurencja   | Wynik      | Miejsce    | Wynik          | Miejsce        | Wynik          | Miejsce        |
| ------------------------ | ---- | ------------- | ---------- | ---------- | -------------- | -------------- | -------------- | -------------- |
| Kobiety                  |      |               |            |            |                |                |                |                |
| Sandrine Thiébaud-Kangni | 32   | Bieg na 400 m | 54.16      | 7          | Nie awansowała | Nie awansowała | Nie awansowała | Nie awansowała |

### Tenis ziemny
| Zawodnik      | Wiek | Konkurencja    | 1/32                     | 1/16             | 1/8              | Ćwierćfinały     | Półfinały        | Finał            | Finał         |
| Zawodnik      | Wiek | Konkurencja    | Przeciwnik Wynik         | Przeciwnik Wynik | Przeciwnik Wynik | Przeciwnik Wynik | Przeciwnik Wynik | Przeciwnik Wynik | Pozycja       |
| ------------- | ---- | -------------- | ------------------------ | ---------------- | ---------------- | ---------------- | ---------------- | ---------------- | ------------- |
| Mężczyźni     |      |                |                          |                  |                  |                  |                  |                  |               |
| Komlavi Loglo | 23   | Gra pojedyncza | Anderson (RSA P 3–6, 2–6 | Nie awansował    | Nie awansował    | Nie awansował    | Nie awansował    | Nie awansował    | Nie awansował |